# Boris-Paitschadse-Dinamo-Arena
Die Boris-Paitschadse-Dinamo-Arena (georgisch ბორის პაიჭაძის ეროვნული სტადიონი / boris paitschadsis erownuli stadioni) ist ein Fußballstadion mit Leichtathletikanlage in der georgischen Hauptstadt Tiflis. Das Nationalstadion ist die Heimspielstätte des Fußballvereins Dinamo Tiflis sowie der georgischen Fußballnationalmannschaft und der georgischen Rugby-Union-Nationalmannschaft. Es bietet Platz für 54.139 Zuschauer, nach UEFA-Richtlinien auf Einzelsitzen.

## Geschichte

### Der Vorgängerbau
Vor der Boris-Paitschadse-Dinamo-Arena gab es das Zentralstadion Tiflis. Der Bau begann im Herbst 1929, aber die Baustelle war bald wieder verlassen. 1933 wurde der Bau unter Architekt Archil Kurdiani wieder aufgenommen. Am 12. Oktober 1935 bot das fertiggestellte Stadion 23.000 Plätze.  Zwischen 1960 und 1962 wurde die Sportanlage, wieder nach Plänen von Archil Kurdiani, erweitert und bot danach 36.000 Plätze. Am 27. Juli 1962 wurde es mit der Ligapartie Dinamo Tiflis gegen den FC Dinamo Leningrad (1:0) offiziell eröffnet.  Anfänglich hieß es von 1935 bis 1936 Dinamo-Stadion. 1937 wurde der Name zu Ehren von Lawrenti Beria in Beria-Dinamo-Stadion geändert. 1953 erhielt die Anlage ihren alten Namen bis 1968 zurück.

### Das heutige Stadion
Von 1969 bis 1976 wurde auf dem Grund des Zentralstadions das heutige Stadion errichtet. Die Spielstätte wurde am 29. September 1976 als Lenin-Dinamo-Stadion mit einem Erstrundenrückspiel im Europapokal der Pokalsieger 1976/77 gegen Cardiff City (3:0) eröffnet.  Der Entwurf stammte von einem Architektenkollektiv unter Leitung von Gia Kurdiani. Die Bauzeit betrug sieben Jahre. Georgiens damaliger Innenminister Eduard Schewardnadse hatte die Parteiführung in Moskau davon überzeugt, dass die internationalen Erfolge von Dinamo Tiflis ein größeres Stadion erforderten. Zum Zeitpunkt der Eröffnung war es, nach dem Olympiastadion Luschniki und dem Olympiastadion Kiew, das drittgrößte Stadion der Sowjetunion. Beim Rückspiel der 1. Runde im Europapokal der Landesmeister 1979/80 von Dinamo Tiflis gegen den FC Liverpool (3:0) am 3. Oktober 1979 füllten 110.000 Zuschauer die  Rängen. Dies ist der immer noch bestehende Besucherrekord.  Es wurde bis 1990 auch für internationale Spiele der sowjetischen Fußballnationalmannschaft, der russischen Mannschaft Spartak Moskau und der ukrainischen Mannschaft Dynamo Kiew genutzt. Nach der Unabhängigkeit Georgiens blieb es in Staatsbesitz. 1990 erhielt das Stadion den Namen von Georgiens beliebtestem Fußballspieler, Boris Paitschadse.  1996 wurden 20.000 alte Holzsitze auf den Zuschauerrängen gegen moderne Kunststoffsitze ausgetauscht.
Im April 2006 wurde das Stadion von dem Unternehmen Dinamo Invest Company auf 25 Jahre geleast. Im Sommer des Jahres wurde es nach Plänen der Architekten Gia Kurdiani und Archil Kurdiani Junior für 10 Mio. US-Dollar renoviert, um internationalen Standards zu genügen. Das Platzangebot wurde auf 55 000 gesenkt, dafür bietet es moderne Einzelsitze und 584 V.I.P.-Plätze, behindertengerechte Bereiche, V.I.P.-Lounges, 120 Presseplätze, eine neue Rasenfläche und Kunststoffbahn sowie eine neue Flutlichtanlage mit 1.600 Lux, festinstallierte und mobile Kameras für internationale Fernsehübertragungen. Am 2. September 2006 wurde die Sportarena mit dem EM-Qualifikationsspiel Georgien gegen Frankreich (0:3) wiedereröffnet. 2011 wurde der Name von Boris-Paitschadse-Nationalstadion in Boris-Paitschadse-Dinamo-Arena geändert. Im Jahr darauf wurden bei Arbeiten auch die Sitze ausgetauscht. Statt der farbigen Tribünenblöcke stellt sich jetzt ein Mosaik in den Vereinsfarben Weiß und Blau mit Vereinslogo dar. Des Weiteren wurden die Energie- und Bewässerungssysteme vollständig saniert. Ein neues Flutlicht wurde installiert, um den Anforderungen der UEFA zu erfüllen. Die V.I.P.-Boxen wurden ebenfalls neu gestaltet.
Die UEFA hatte das Stadion als Austragungsort für den UEFA Super Cup 2015 am 11. August ausgewählt. Dort trafen der FC Barcelona als Sieger der UEFA Champions League 2014/15 und der FC Sevilla als Gewinner der UEFA Europa League 2014/15 aufeinander. Der FC Barcelona bezwang die Mannschaft des FC Sevilla in einer dramatischen und umkämpften Partie mit 5:4 (4:4, 3:1) nach Verlängerung.
2023 war das Stadion für einige Spieltage der Erovnuli Liga 2023, aufgrund vorbereitender Maßnahmen für die U-21-Fußball-Europameisterschaft 2023, nicht nutzbar. Dinamo Tiflis musste nach Gori ins Tengis-Burdschanadse-Stadion ausweichen.

## Galerie

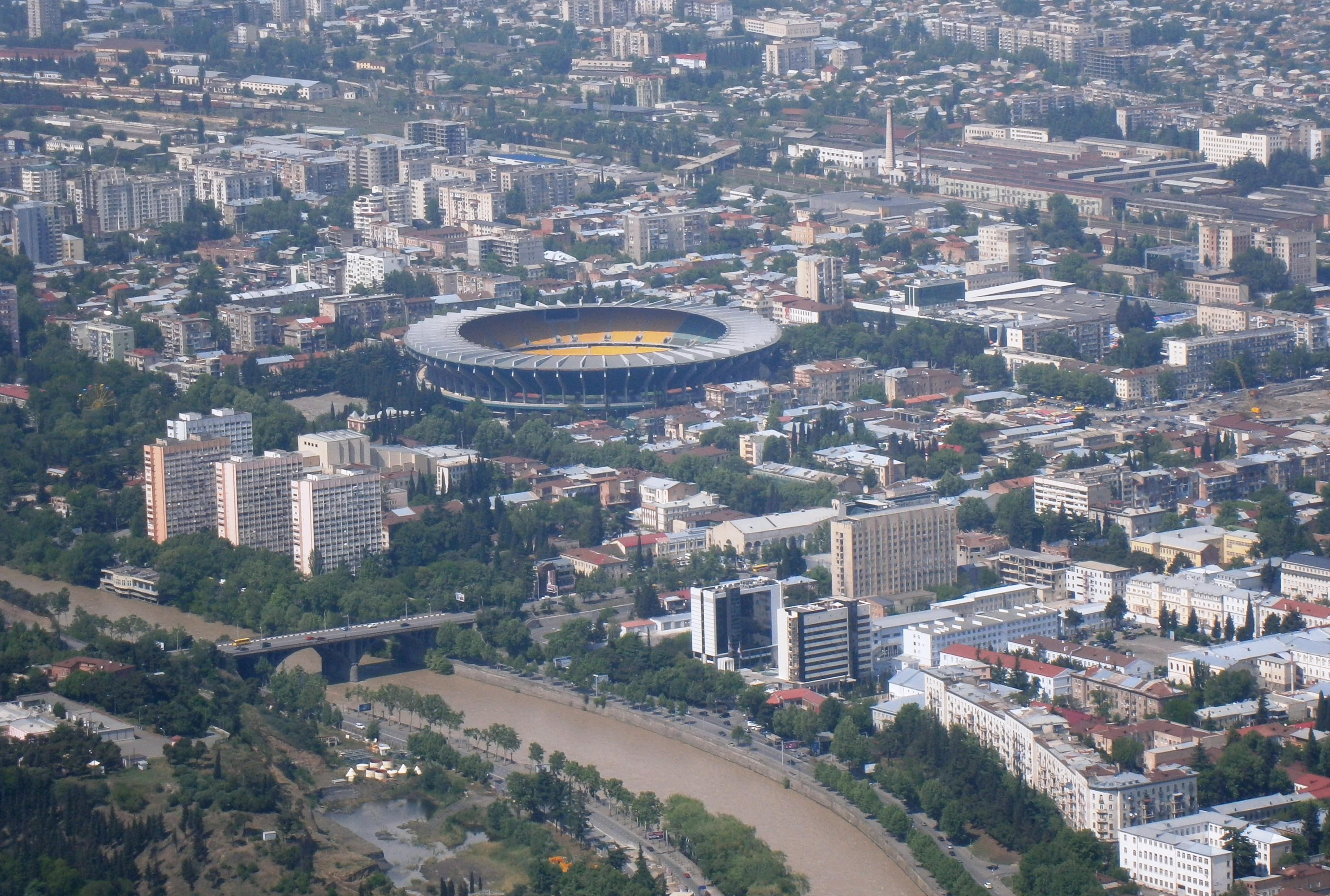
Luftbild des Stadions (2012)
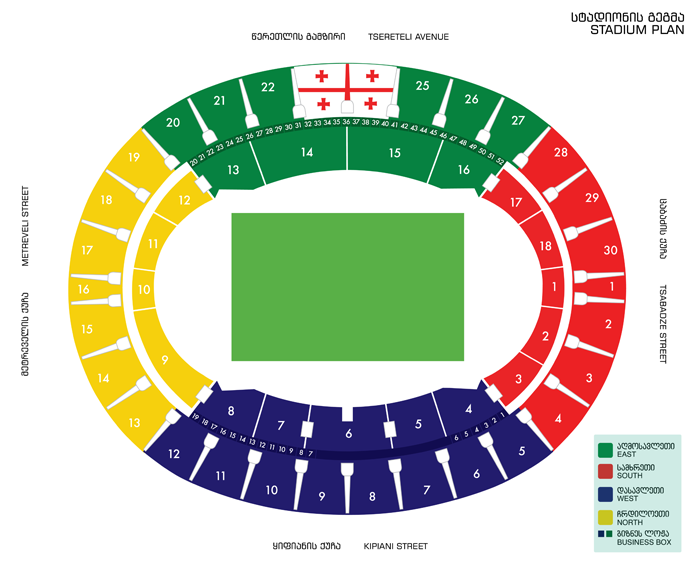
Tribünenplan (2012)
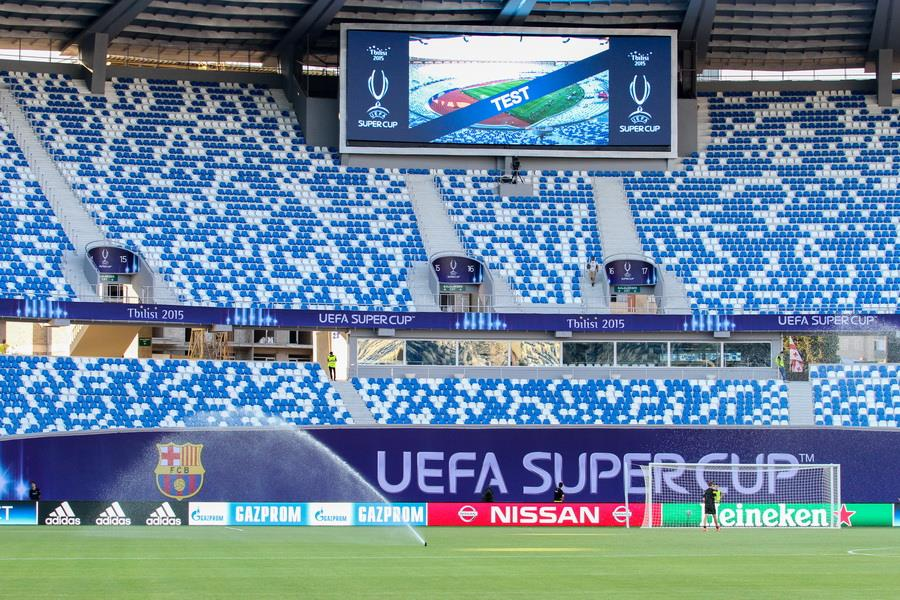
Die 2012 neu montierte Bestuhlung beim UEFA Super Cup 2015.